# Doratulina remaudierei
Doratulina remaudierei är en insektsart som beskrevs av Lindberg 1956. Doratulina remaudierei ingår i släktet Doratulina och familjen dvärgstritar. Inga underarter finns listade i Catalogue of Life.